# ŽRK Samobor
Dernière mise à jour : nov. 2014.
Le ŽRK Samobor est un club croate de handball féminin basé à Samobor.

## Palmarès international
- Finaliste de la coupe Challenge en 2013

## Joueuses célèbres
- Ivana Lovrić